# Борг, Веда Энн
Веда Энн Борг (англ. Veda Ann Borg) (11 января 1915 года — 16 августа 1973 года) — американская актриса кино и телевидения, более всего известная ролями в фильмах 1930—1940-х годов.
За годы своей кинокарьеры, охватившей период с 1936 по 1960 год, она сыграла более чем в 100 фильмах, среди них такие признанные картины, как «Признание» (1937), «Любовь, которую я ищу» (1937), «Кид Галахад» (1937), «Сан-Квентин» (1937), «Тень» (1940), «Только стоячие места» (1944), «Сокол в Голливуде» (1944), «Милдред Пирс» (1945), «Холостяк и девчонка» (1947), «Парни и куколки» (1955) и «Форт Аламо» (1960).

## Ранние годы и начало карьеры
Веда Энн Борг родилась 11 января 1915 года в Бостоне в семье иммигрантов из Швеции. Её отец, Готтфрид Борг, был художником и декоратором, а мать, Минна Ноубл, до замужества была секретаршей. Первоначально Веда хотела стать художником-мультипликатором, однако начала карьеру как модель в универмаге.

## Карьера в кинематографе
В 1936 году в возрасте 21 года Борг приехала в Нью-Йорк, где разослала на пять киностудий письма со своей фотографией. Одна из студий ответила, назначив ей встречу с агентом по поиску талантов. После собеседования Борг направили в школу актёрского мастерства, а шесть недель спустя она успешно прошла кинопробы. После этого студия Paramount Pictures заключила с ней краткосрочный контракт, дав роль Консуэло Дормант в мюзикле «Троекратное ура любви» (1936). На студии ей предложили сменить имя на нечто более традиционное, например, на Энн Ноубл. Однако мисс Борг настояла на том, что «её нынешнее имя точнее характеризует её личность, чем Ноубл, и благодаря этому убедительному аргументу она навсегда осталось Ведой Энн Борг».
После этой картины Борг перешла на студию Warner Brothers, где в 1937—1938 годах сыграла в 15 фильмах, наиболее значимыми среди которых были криминальная мелодрама «Признание» (1937) с Кэй Фрэнсис и комедия «Любовь, которую я искал» (1937) с Бетт Дейвис, тюремная драма «Сан-Квентин» (1937) с Хамфри Богартом и спортивная нуаровая драма «Кид Галахад» (1937) с Эдвардом Г. Робинсоном. Характеризуя картину «Сен-Квентин» (1937), современный киновед Ханс Дж. Воллстейн отметил, что «для своего времени в ней много жестокости, а также много серьёзных актёрских работ, которые могла обеспечить только Warner Bros». По мнению критика, «хотя картина и содержит большинство клише тюремных фильмов», тем не менее «Богарт, Джо Сойер и Веда Энн Борг придают ей ощущение новизны и свежести», в то время, как «Пэт О’Брайен и Энн Шеридан без лишней суеты берут на себя заботу о романтических эпизодах», а «режиссёр Ллойд Бэкон обеспечивает картине быстрый ход».
Как отмечает историк кино Джон Фаркис, «к сожалению, после 14 фильмов на Warner Bros Борг вместе с приятелем и коллегой Ричардом Пёрселлом попала в ужасную автокатастрофу». Актриса впоследствии вспоминала: «Мы ехали домой около полуночи. У нас было лобовое столкновение, и я вылетела прямо сквозь лобовое стекло. Это было обычное старое стекло. Я порезала лицо на миллионы маленьких кусочков. Когда я проснулась в больнице, я попросила зеркало. Медсестра содрогнулась и выбежала. У неё не было сил мне сказать». Увидев своё лицо Борг решила, что её актёрской карьере пришёл конец. Однако ей сделали 21 операцию, удалив из глаза кусочек стекла и восстановив нос с помощью части хряща, взятого из мочки уха.
После двух лет лечения денег у Борг не осталось, и она пошла работать в универмаг. Однако вскоре ей повезло. На студии Metro-Goldwyn-Mayer её взяли в последний момент на замену заболевшей актрисе. Как рассказывала сама Борг: «Иногда вы читаете истории о людях, которые восстают из могил. Я себя чувствовала именно так. Даже больше того. Лучше быть мёртвой, чем женщиной без лица. Но теперь лицо у меня было. Теперь я счастлива, что снова жива» . Как отмечает историк кино Дэвид Хоган, «когда она вернулась к публичной жизни, она выглядела слегка по-другому, но не менее красиво». Борг перекрасилась в блондинку, и, по словам Хэла Эриксона, «предстала с более жёсткими, более выразительными чертами лица, чем ранее — которое оказалось идеальным для многочисленных ролей нахальных хористок, подружек гангстеров и „содержанок“, которых она будет играть на протяжении последующих двадцати лет».
Как пишет Фаркис, «год спустя Борг едва не пережила ещё одну катастрофу. Когда она беспечно курила, очищая своё платье, искра воспламенила очищающую жидкость, и платье актрисы вспыхнуло. К счастью, она отделалась лишь слегка обожженным плечом и обгоревшими ресницами» .
В 1940-е годы Борг не имела постоянного контракта на больших студиях, однако была востребована как актриса, часто на студиях «бедного ряда», таких как Monogram. В 1940 году на студии Columbia Pictures она сыграла в 15-серийном криминальном киносериале «Тень» (1940), который был основан на серии одноимённых романов и радиопрограмм. В этом сериале Борг играла главную женскую роль Марго Лейн, создав «более дерзкий и немного циничный образ по сравнению с утончённой изысканностью своего книжного прототипа».
На протяжении 1940-х годов Борг играла (преимущественно небольшие) роли в таких заметных картинах, как комедия с Кларком Гейблом «Притон» (1941), романтическая комедия с Полетт Годдар «Только стоячие места» (1944), комедия с Лорелом и Харди «Большой шум» (1944), детектив с Томом Конуэем «Сокол в Голливуде» (1944) и фильм нуар с Джоан Кроуфорд «Милдред Пирс» (1945), а также в детективной комедии «Страшная история» (1945), в которой, по словам Джона Говарда Рида, «даже обычно бурная и шумная Веда Энн Борг невероятно сдержана». Как отметил Род Кроуфорд, «несмотря на значительный талант, она получила главные роли лишь в нескольких фильмах категории В», таких как романтическая комедия «Что за блондинка» (1945). Среди её наиболее значимых картин второй половины 1940-х годов — романтические комедии «Холостяк и девчонка» (1947) с Кэри Грантом в главной роли и «Джулия плохо себя ведёт» (1948).
В 1950-е годы Борг стала получать меньше ролей. Среди наиболее значимых картин с её участием в этот период были два фильма с Джоном Уэйном — «Большой Джим Маклейн» (1952) и «Крылья орлов» (1957). В антикоммунистическом криминальном фильме «Большой Джим Маклейн» (1952) Борг сыграла домохозяйку персонажа, подозреваемого в том, что он коммунистический шпион. По словам историка кино Дейвида Блэксли, в этом фильме «она громкая, комичная, сексуальная и по-пьяному соблазнительная, и заигрывает с Уэйном, несмотря на ревность своего комично неотёсанного парня». Как было написано в рецензии журнала Newsweek, это «всего лишь очередная шпионская мелодрама, которую спасает искусная комедийная игра Борг и Ханса Конрейда». Как написал Хоган, «звёздная характерная актриса Веда Энн Борг доминирует в своих сценах с Уэйном, что стало возможным благодаря её таланту и тому факту, что Уэйн был щедрой звездой и позволял переигрывать себя, если это усиливало сцену».
В 1955 году Борг сыграла роль артистки из шоу в звёздной музыкальной комедии категории А «Парни и куколки» (1955) с участием Фрэнка Синатры и Марлона Брандо. Другой её заметной работой стала роль в политическом нуаре «Создатели страха» (1958) с Дэной Эндрюсом, где она сыграла «комбинацию фальшивомонетчицы и будущей роковой женщины». Последний раз она появилась на экране в эпическом вестерне «Форт Аламо» (1960), который поставил Джон Уэйн. В этом фильме Борг сыграла Нелл, слепую индейскую жену защитника Форта Аламо Йокко Робертсона.

## Карьера на телевидении
В период с 1952 года по 1961 год Борг сыграла гостевые роли в 32 телесериалах, среди них «Мистер и миссис Норт» (1952), «Приключения Супермена» (1952), "Телевизионный театр «Форда» (1953), «Жизнь семейства Райли» (1953, 3 эпизода), "Приключения Дикого Билла Хикока (1953), «Шоу Эбботта и Костелло» (1953—1954, 4 эпизода), «Театр „Дженерал Электрик“» (1954, 2 эпизода), «Общественный защитник» (1954), «Миллионер» (1955), «Альфред Хичкок представляет» (1956), «Шоу Реда Скелтона» (1957), «Час „Двадцатого века Фокс“» (1957), «Безжалостное оружие» (1957—1958, 3 эпизода), «Папа-холостяк» (1958), «Бронко» (1958—1959, 2 эпизода) и «Бонанза» (1961).

## Актёрское амплуа и оценка творчества
Как отметил Фаркис, Борг была «пламенной рыжей девушкой из Бостона, начинавшей карьеру как манекенщица в универмаге». По словам Хогана, на протяжении своей карьеры она играла роли «грубоватых, лукавых и озорных дамочек, которые при этом были чувственны и почти без исключения все симпатичны». Кроуфорд дополняет, что «во многих фильмах (до и после несчастного случая) она играла наглых, жадных до мужчин, сексуальных дамочек из низшего класса».
Как отмечает тот же Кроуфорд, «Борг могла сделать даже самую маленькую эпизодическую роль запоминающейся, даже если у неё была всего одна фраза или было практически нечего делать в кадре». В частности, он пишет: «Невозможно забыть её нахальный взгляд, который она бросает на Уэйна Морриса в фильме „Кид Галахад“ (1937)» или её «современную певицу современных песен» в комедии «Холостяк и девчонка» (1947).

## Личная жизнь
Первым мужем Борг был Пол Херрик, с которым она развелась в 1942 году. В 1945 году Борг познакомилась с Эндрю В. Маклагленом, когда играла вместе с его отцом Виктором Маклагленом в фильме «Любовь, честь и прощание» (1945). Год спустя они поженились, и у них родился сын Эндрю Виктор Маклаглен II (1954—2006). В 1958 году этот брак также закончился разводом.

## Смерть
Веда Энн Борг умерла 16 мая 1973 года в Голливуде в возрасте 58 лет от рака. Её тело было кремировано, а прах развеян над морем.

## Фильмография
| Год        |     | Русское название                      | Оригинальное название                 | Роль                                                 |
| ---------- | --- | ------------------------------------- | ------------------------------------- | ---------------------------------------------------- |
| 1936       | ф   | Троекратное ура любви                 | Three Cheers for Love                 | Консуэло Дормант                                     |
| 1937       | ф   | Люди в ссылке                         | Men in Exile                          | Рита Крейн                                           |
| 1937       | ф   | Сан-Квентин                           | San Quentin                           | Хелен                                                |
| 1937       | ф   | Кид Галахад                           | Kid Galahad                           | Рыжая                                                |
| 1937       | ф   | Дело о заикающемся епископе           | The Case of the Stuttering Bishop     | Глэдис                                               |
| 1937       | ф   | Поющий морпех                         | The Singing Marine                    | Диана                                                |
| 1937       | ф   | Общественная свадьба                  | Public Wedding                        | Бёрнис                                               |
| 1937       | ф   | Женись на девушке                     | Marry the Girl                        | медсестра в униформе                                 |
| 1937       | ф   | Признание                             | Confession                            | Ксения                                               |
| 1937       | ф   | Любовь, которую я искал               | It's Love I'm After                   | Элси                                                 |
| 1937       | ф   | Подводная лодка Д-1                   | Submarine D-1                         | Долли                                                |
| 1937       | ф   | Она любила пожарного                  | She Loved a Fireman                   | Бетти Уильямс                                        |
| 1937       | ф   | Студенческое шоу                      | Varsity Show                          | прохожая (в титрах не указана)                       |
| 1937       | ф   | Отсутствующие свидетели               | Missing Witnesses                     | мисс Фрайдэй (в титрах не указана)                   |
| 1938       | ф   | За стеной                             | Over the Wall                         | Максин                                               |
| 1939       | ф   | Закон идёт в Техас                    | The Law Comes to Texas                | Дора Льюис                                           |
| 1939       | ф   | Чудо на главной улице                 | Miracle on Main Street                | Фло                                                  |
| 1940       | ф   | Тень                                  | The Shadow                            | Марго Лейн                                           |
| 1940       | ф   | Я принимаю эту клятву                 | I Take This Oath                      | Фло                                                  |
| 1940       | ф   | Доктор Кристиан знакомится с женщиной | Dr. Christian Meets the Women         | Кэрол Комптон                                        |
| 1940       | ф   | Смеясь над опасностью                 | Laughing at Danger                    | Челесте                                              |
| 1940       | ф   | Красота на продажу                    | Glamour for Sale                      | Люсиль                                               |
| 1940       | ф   | Горькая сладость                      | Bitter Sweet                          | Манон                                                |
| 1940       | ф   | Жизнь репортера                       | Behind the News                       | Бесси                                                |
| 1940       | ф   | Хозяйка кафе                          | Cafe Hostess                          | хозяйка кафе (в титрах не указана)                   |
| 1940       | ф   | Хит-парад 1941-го года                | Hit Parade of 1941                    | (в титрах не указана)                                |
| 1940       | ф   | Музыкальное ранчо                     | Melody Ranch                          | администратор радиостанции (в титрах не указана)     |
| 1941       | ф   | Судья из Арканзаса                    | Arkansas Judge                        | Хетти Хастон                                         |
| 1941       | ф   | Штраф                                 | The Penalty                           | Джули                                                |
| 1941       | ф   | Парень из Питтсбурга                  | The Pittsburgh Kid                    | Барбара Эллисон                                      |
| 1941       | ф   | Притон                                | Honky Tonk                            | Перл                                                 |
| 1941       | ф   | Я буду ждать тебя                     | I'll Wait for You                     | маникюрша (в титрах не указана)                      |
| 1941       | ф   | Побег                                 | The Get-Away                          | блондинка в танцевальном зале (в титрах не указана)  |
| 1941       | ф   | В Сан-Диего                           | Down in San Diego                     | кассирша (в титрах не указана)                       |
| 1941       | ф   | Корсиканские братья                   | The Corsican Brothers                 | Мария                                                |
| 1942       | ф   | Герцог Военно-морского флота          | Duke of the Navy                      | Морин                                                |
| 1942       | ф   | Два янки в Тринидаде                  | Two Yanks in Trinidad                 | Бабблз                                               |
| 1942       | кор | О лице                                | About Face                            | Дэйзи, проститутка-блондинка                         |
| 1942       | ф   | Она в армии                           | She's in the Army                     | Диана Джордан                                        |
| 1942       | ф   | Я женился на ангеле                   | I Married an Angel                    | Илона Прохазка (в титрах не указана)                 |
| 1942       | ф   | Шерлок Холмс и секретное оружие       | Sherlock Holmes and the Secret Weapon | певица в баре (голос, в титрах не указана)           |
| 1943       | ф   | Есть о чем кричать                    | Something to Shout About              | Фло Бентли                                           |
| 1943       | ф   | Убийство на Таймс-сквер               | Murder in Times Square                | Фиона Маклейр                                        |
| 1943       | ф   | Ложные лица                           | False Faces                           | Джойс Форд                                           |
| 1943       | ф   | Остров забытых грехов                 | Isle of Forgotten Sins                | Луана                                                |
| 1943       | ф   | Месть зомби                           | Revenge of the Zombies                | Лайла фон Алтерман                                   |
| 1943       | ф   | Девушка из Монтеррея                  | The Girl from Monterrey               | Флосси Рэнкин                                        |
| 1943       | ф   | Неизвестный гость                     | The Unknown Guest                     | Хелен Уокер                                          |
| 1943       | ф   | Умный парень                          | Smart Guy                             | Ли                                                   |
| 1944       | ф   | Только стоячие места                  | Standing Room Only                    | Пегги Фуллер                                         |
| 1944       | ф   | Детектив Кити О’Дэй                   | Detective Kitty O'Day                 | миссис Вентворт                                      |
| 1944       | ф   | Помеченные следы                      | Marked Trails                         | Бланш, она же Мэри Конвей, она же Сюзанна            |
| 1944       | ф   | Девушка, которая отважилась           | The Girl Who Dared                    | Синтия Харрисон/Сильвия Скотт                        |
| 1944       | ф   | Большой шум                           | The Big Noise                         | Мэйми Чарльтон                                       |
| 1944       | ф   | Улыбка ирландских глаз                | Irish Eyes Are Smiling                | Белль Ля Тур                                         |
| 1944       | ф   | Сокол в Голливуде                     | The Falcon in Hollywood               | Билли Эткинс                                         |
| 1945       | ф   | Что за блондинка                      | What a Blonde                         | Пэт Кемпбелл                                         |
| 1945       | ф   | Туманный остров                       | Fog Island                            | Сильвия                                              |
| 1945       | ф   | Груб, суров и готов                   | Rough, Tough and Ready                | Лорин Грэй                                           |
| 1945       | ф   | Дон Хуан Киллиган                     | Don Juan Quilligan                    | Битл Ляру                                            |
| 1945       | ф   | Страшная история                      | Scared Stiff                          | Фло Россон                                           |
| 1945       | ф   | Опасный взломщик                      | Dangerous Intruder                    | Дженни                                               |
| 1945       | ф   | Рейдеры по джунглям                   | Jungle Raiders                        | Кора Белл                                            |
| 1945       | ф   | Любовь, честь и прощание              | Love, Honor and Goodbye               | Мардж                                                |
| 1945       | ф   | Милдред Пирс                          | Mildred Pierce                        | Мириам Эллис                                         |
| 1945       | ф   | Жизнь с блондинкой                    | Life with Blondie                     | Хейзел                                               |
| 1945       | ф   | Позовите девушек                      | Bring on the Girls                    | девушка в баре с Филом (голос, в титрах не указана)  |
| 1946       | ф   | Лавина                                | Avalanche                             | Клэр Джереми                                         |
| 1946       | ф   | Большой город                         | Big Town                              | Вивиан Лярой                                         |
| 1946       | ф   | Сообщник                              | Accomplice                            | Джойс Кимболл Боннивелл                              |
| 1946       | ф   | Требуется жена                        | Wife Wanted                           | Нола Рид                                             |
| 1946       | ф   | Невероятная Сюзанна                   | The Fabulous Suzanne                  | Мэри                                                 |
| 1947       | ф   | Леди-пилигрим                         | The Pilgrim Lady                      | Ева Стэндиш                                          |
| 1947       | ф   | Холостяк и девчонка                   | The Bachelor and the Bobby-Soxer      | Агнесс Прескотт                                      |
| 1947       | ф   | Мама была в трико                     | Mother Wore Tights                    | Розмари Олкотт                                       |
| 1947       | ф   | Белокурая дикарка                     | Blonde Savage                         | Конни Харпер                                         |
| 1948       | ф   | Джулия плохо себя ведёт               | Julia Misbehaves                      | Луиза                                                |
| 1949       | ф   | Цыплёнок каждое воскресенье           | Chicken Every Sunday                  | Рита Кирби                                           |
| 1949       | ф   | Ритм Миссисипи                        | Mississippi Rhythm                    | Жанетт                                               |
| 1949       | ф   | В последний раз                       | One Last Fling                        | Гэй Уинстон Ларднер                                  |
| 1949       | ф   | Забытые женщины                       | Forgotten Women                       | Клэр Даннинг                                         |
| 1950       | ф   | Всадник из Тусона                     | Rider from Tucson                     | цыганка Эйвери                                       |
| 1950       | ф   | Детёныш кенгуру                       | The Kangaroo KId                      | Стела Грей                                           |
| 1952       | ф   | Держитесь этого                       | Hold That Line                        | Кэнди Кэлин                                          |
| 1952       | ф   | Аарон Слик из Панкин-крик             | Aaron Slick from Punkin Crick         | девушка в красном                                    |
| 1952       | ф   | Большой Джим Маклейн                  | Big Jim McLain                        | Мэдж                                                 |
| 1952       | с   | Театр личного присутствия             | Personal Appearance Theater           | (1 эпизод)                                           |
| 1952       | с   | Неожиданное                           | The Unexpected                        | разные роли (2 эпизода)                              |
| 1952       | с   | Отряд по борьбе с рэкетом             | Racket Squad                          | разные роли (2 эпизода)                              |
| 1952       | с   | Мистер и миссис Норт                  | Mr. & Mrs. North                      | Зелма Мирс (1 эпизод)                                |
| 1952       | с   | Приключения Супермена                 | Adventures of Superman                | Конни (1 эпизод)                                     |
| 1952       | с   | Досье Джеффри Джонса                  | The Files of Jeffrey Jones            | (1 эпизод)                                           |
| 1953       | ф   | Рискованное путешествие               | A Perilous Journey                    | Сэйди                                                |
| 1953       | ф   | Мистер Скаутмастер                    | Mister Scoutmaster                    | блондинка                                            |
| 1953       | ф   | Горячие новости                       | Hot News                              | Дорис Бёртон                                         |
| 1953       | ф   | Три моряка и девушка                  | Three Sailors and a Girl              | Фэй Фосс                                             |
| 1953       | с   | Телевизионный театр «Форда»           | The Ford Television Theatre           | Лулу Ляру (1 эпизод)                                 |
| 1953       | с   | Бостонский Блэки                      | Boston Blackie                        | Бланш Сандер (1 эпизод)                              |
| 1953       | с   | Жизнь семейства Райли                 | The Life of Riley                     | Ханиби (3 эпизода)                                   |
| 1953       | с   | Приключения Дикого Билла Хикока       | Adventures of Wild Bill Hickok        | шериф Поли Лумис                                     |
| 1953— 1954 | с   | Шоу Эбботта и Костелло                | The Abbott and Costello Show          | разные роли (4 эпизода)                              |
| 1954       | ф   | Биттер-крик                           | Bitter Creek                          | Уайти                                                |
| 1954       | с   | Театр «Дженерал Электрик»             | General Electric Theater              | разные роли (2 эпизода)                              |
| 1954       | с   | Таверна Даффи                         | Duffy's Tavern                        | Пич Ля Тур (5 эпизодов)                              |
| 1954       | с   | Общественный защитник                 | Public Defender                       | разные роли (2 эпизода)                              |
| 1955       | ф   | Нельзя быть слишком молодым           | You're Never Too Young                | миссис Нунэн                                         |
| 1955       | ф   | Парни и куколки                       | Guys and Dolls                        | Лаверн                                               |
| 1955       | ф   | Люби меня или покинь меня             | Love Me or Leave Me                   | ведущая на танцплощадке (голос, в титрах не указана) |
| 1955       | ф   | Я буду плакать завтра                 | I'll Cry Tomorrow                     | официантка (в титрах не указана)                     |
| 1955       | с   | Истории века                          | Stories of the Century                | Кейт Бендер (1 эпизод)                               |
| 1955       | с   | Городской детектив                    | City Detective                        | Хейзел (1 эпизод)                                    |
| 1955       | с   | Миллионер                             | The Millionaire                       | Фло Салливан (1 эпизод)                              |
| 1955       | с   | Это великолепная жизнь                | It's a Great Life                     | Марджи Слейд (1 эпизод)                              |
| 1955—1957  | с   | Военно-морской журнал                 | Navy Log                              | разные роли (3 эпизода)                              |
| 1956       | ф   | Приграничный игрок                    | Frontier Gambler                      | Фрэнси Мерритт                                       |
| 1956       | ф   | Голый пистолет                        | Naked Gun                             | Сьюзен Старк                                         |
| 1956       | с   | Корки и белая тень                    | Corky and White Shadow                | Долли Портер (1 эпизод)                              |
| 1956       | с   | Театр кинорежиссёров                  | Screen Directors Playhouse            | Джо Хэдли (1 эпизод)                                 |
| 1956       | с   | Альфред Хичкок представляет           | Alfred Hitchcock Presents             | Люсиль (1 эпизод)                                    |
| 1957       | ф   | Крылья орлов                          | The Wings of Eagles                   | Лавли (в титрах не указана)                          |
| 1957       | с   | Шоу Реда Скелтона                     | The Red Skelton Show                  | Трикси (1 эпизод)                                    |
| 1957       | с   | Час Двадцатого века-Фокс              | The 20th Century-Fox Hour             | Эллис (1 эпизод)                                     |
| 1957       | с   | Тонкий человек                        | The Thin Man                          | Сандра Хэни (1 эпизод)                               |
| 1957— 1958 | с   | Безжалостное оружие                   | The Restless Gun                      | разные роли (3 эпизода)                              |
| 1958       | ф   | Создатели страха                      | The Fearmakers                        | Вивиан Лодер                                         |
| 1958       | ф   | Гром под солнцем                      | Thunder in the Sun                    | Мари (в титрах не указана)                           |
| 1958       | с   | Письмо Лоретте                        | Letter to Loretta                     | Лиллиан (1 эпизод)                                   |
| 1958       | с   | Шугарфут                              | Sugarfoot                             | Фло Макгуайр (1 эпизод)                              |
| 1958       | с   | Полицейский штата                     | State Trooper                         | Шейла Грэнвилл (1 эпизод)                            |
| 1958       | с   | Папа-холостяк                         | Bachelor Father                       | Флоренс Флетчер (1 эпизод)                           |
| 1958— 1959 | с   | Бронко                                | Bronco                                | разные роли (2 эпизода)                              |
| 1959       | с   | Калифорнийцы                          | The Californians                      | Молли Уоллис (1 эпизод)                              |
| 1959       | с   | Суровые всадники                      | The Rough Riders                      | Конфетти Кейт (1 эпизод)                             |
| 1960       | ф   | Форт Аламо                            | The Alamo                             | Слепая Нелл Робертсон                                |
| 1960       | с   | Джонни Миднайт                        | Johnny Midnight                       | Максин (1 эпизод)                                    |
| 1961       | с   | Бонанза                               | Bonanza                               | Бьюла (1 эпизод)                                     |
| 1961       | с   | Майами под прикрытием                 | Miami Undercover                      | миссис Бут (1 эпизод)                                |
| 1963       | с   | Семья Фишеров                         | The Fisher Family                     | Берилл Уивер (1 эпизод)                              |